# Красний Комунар
Кра́сний Комуна́р (рос. Красный Коммунар) — селище у складі Сакмарського району Оренбурзької області, Росія.

## Населення
Населення — 4134 особи (2010; 4190 у 2002).
Національний склад (станом на 2002 рік):
- росіяни — 82 %